# Миляев, Леонид Михайлович
Леонид Михайлович Миляев (16 апреля 1906 года, Тамбов — 25 июня 1992 года, Сочи, Краснодарский край) — советский военный деятель, генерал-майор (1944 год).

## Начальная биография
Леонид Михайлович Миляев родился 16 апреля 1906 года в Тамбове.

## Военная служба

### Довоенное время
В ноябре 1928 года был призван в ряды РККА и направлен в 4-й Украинский полк войск ОГПУ, дислоцированный в Харькове, где служил красноармейцем, курсантом полковой школы, командиром отделения, помощником командира взвода, старшиной музыкальной команды, старшиной полковой школы и исполняющим должность командира взвода.
В сентябре 1931 года был направлен на учёбу в Высшую пограничную школу ОГПУ, после окончания которой в ноябре 1932 году был направлен во 2-й Забайкальский железнодорожный полк войск ОГПУ, где служил на должностях командира взвода и временно исполняющего должность помощника командира дивизиона по хозяйственной части, а вскоре был назначен на должность начальника штаба Саратовского ОСОАВИАХИМа.
В феврале 1934 года Миляев был осужден военным трибуналом за растрату и уволен в запас из РККА.
В августе 1936 года был повторно призван в ряды РККА, после чего был назначен на должность коменданта Тамбовского пехотного училища, в сентябре 1939 года — на должность командира роты курсантов Одесского пехотного училища, в октябре 1940 года — на должность помощника командира батальона курсантов по огневой подготовке, а в декабре — на должность начальника учебной части батальона курсантов этого же училища.

### Великая Отечественная война
С началом войны Миляев находился на прежней должности и принимал участие в боевых действиях в ходе приграничного сражения на Южном фронте в районе города Тирасполь.
В ноябре 1941 года был направлен на учёбу на ускоренный курс при Военной академии имени М. В. Фрунзе, после окончания которого в январе 1942 года был назначен на должность заместителя начальника штаба, а в марте того же года — на должность начальника штаба 281-й стрелковой дивизии, которая принимала участие в боевых действиях в ходе битвы за Ленинград.
В апреле 1943 года полковник Миляев был назначен на должность командира 140-й стрелковой бригады, а в мае — на должность начальника штаба 136-й стрелковой дивизии. В период с 10 по 29 июля 1943 года исполнял должность командира 64-го стрелкового корпуса, формировавшегося в Южно-Уральском военном округе, а затем был назначен на должность начальника штаба этого же корпуса, который принимал участие в боевых действиях в ходе Курской битвы и битвы за Днепр.
В январе 1944 года был назначен на должность командира 52-й стрелковой дивизии, которая принимала участие в боевых действиях в ходе Березнеговато-Снигиревской, Одесской, Ясско-Кишинёвской, Будапештской, Венской и Пражской наступательных операций.
Бойцы и командиры дивизии встретили окончание войны 12 мая 1945 года, после разгрома крупной группировки генерала Шернера. Через несколько дней после этого несколько дней командующий фронтом Р. Я. Малиновский вызвал Л. М. Миляева и назначил начальником штаба парадного сводного полка 2‑го Украинского фронта, которому предстояло принимать участие в Параде Победы. Ему же было поручено сформировать сводный полк.
52-я стрелковая дивизия, которой командовал генерал Л. М. Миляева, стала 14 ноября 1944 года Краснознаменной, была удостоена почетных наименований «Шумлинская» (9 сентября 1944 года) и «Венская» (13 апреля 1945 года), а 26 апреля 1945 года удостоена ордена Суворова 2‑й степени.
В начале июня 1945 года отправлена со станции Черчаны (город Бенешов) и 15 июля того же года выгрузилась на станции Баян-Тумен и совершила марш к месту дислокации до реки Керулен и в ходе советско-японской войны принимала участие в боевых действиях в ходе Хингано-Мукденской операции.

### Послевоенная карьера
После окончания войны Миляев был направлен на учёбу в Высшую военную академию имени К. Е. Ворошилова, после окончания которой в мае 1948 года был назначен на должность командира 25-й гвардейской пулемётно-артиллерийской дивизии (Приморский военный округ), дислоцированного на Ляодунском полуострове, а в сентябре 1952 года — на должность командира 72-го стрелкового корпуса, преобразованного в марте 1955 года в 7-й стрелковый корпус.
С июня 1956 года находился в распоряжении Главного управления кадров Министерства обороны СССР и в октябре был назначен на должность начальника отдела боевой подготовки — помощника командующего 13-й армией по боевой подготовке.
Генерал-майор Леонид Михайлович Миляев в июне 1958 года вышел в запас. Умер 25 июня 1992 года в Сочи Краснодарского края.

## Награды
- Три ордена Красного Знамени;
- Орден Суворова 2 степени;
- Два ордена Кутузова 2 степени;
- Орден Богдана Хмельницкого 2 степени;
- Орден Красной Звезды;
- Медаль "За боевые заслуги" (03.11.1944);
- Медаль "За оборону Ленинграда";
- Медаль "За оборону Москвы";
- Медаль "За оборону Сталинграда";
- Медаль "За победу над Германией в Великой Отечественной войне 1941-1945гг.";
- Медаль "За победу над Японией";
- Медаль "За взятие Будапешта";
- Медаль "За освобождение Белграда";
- Медаль "За взятие Вены";
- Медали;
- Орден Партизанской звезды (Югославия);
- Орден "9 сентября 1944 года" 2-й степени с мечами (Народная Республика Болгария).